# .at
.at је највиши Интернет домен државних кодова (ccTLD) за Аустрију. Администриран је од стране NIC.AT-а.
Овај домен има неколико другостепених домена. Они су:
- .gv.at - за владине институције
- .ac.at - за академске и образовне институције (регистрације се подносе Универзитету Беча)
- .co.at - намењен за компаније (неограничене регистрације)
- .or.at - намењен за организације (неограничене регистрације)

Међутим, такође је могуће регистровати, неограничено, директно на другом нивоу. С обзиром на број енглеских речи које се завршавају са -at, ово представља могућност за многа хаковања домена.